# Monje Picón
Pour les articles homonymes, voir Picón (homonymie).
Le Monje Picón ou queso Monje Picón est un fromage à pâte persillée, fabriqué dans les Asturies, en Espagne. Il doit son nom à la famille qui possède la fromagerie qui le fabrique, implantée à Panes, dans le concejo de Peñamellera Baja ; c'est le principal produit de cette fromagerie depuis une centaine d'années. Il est de forme cylindrique, et consistance semi-dure, proche de celle du cabrales. 
La fromagerie Monje produit également une crème de fromage bleu.